# Бодман-Лудвигсхафен
Бодман-Лудвигсхафен (њем. Bodman-Ludwigshafen) општина је у њемачкој савезној држави Баден-Виртемберг. Једно је од 25 општинских средишта округа Констанц. Према процјени из 2010. у општини је живјело 4.432 становника. Посједује регионалну шифру (AGS) 8335098.

## Географски и демографски подаци
Бодман-Лудвигсхафен се налази у савезној држави Баден-Виртемберг у округу Констанц. Општина се налази на надморској висини од 410 метара. Површина општине износи 28,0 km².

## Становништво
У самом мјесту је, према процјени из 2010. године, живјело 4.432 становника. Просјечна густина становништва износи 158 становника/km².